# Jüdischer Friedhof (Annweiler am Trifels)
Der jüdische Friedhof in der Stadt Annweiler am Trifels im Landkreis Südliche Weinstraße in Rheinland-Pfalz ist einer der ältesten erhaltenen jüdischen Friedhöfe im Bereich der Pfalz. Er ist ein geschütztes Kulturdenkmal.

## Beschreibung
Der Friedhof, der heute eine Fläche von 2.830 m² hat, befindet sich oberhalb der heutigen Industriestraße, unterhalb der Madenburgstraße. Die Angaben über die Zahl der Grabsteine widersprechen sich: „Nach einer neueren Dokumentation befinden sich im älteren Teil 211, im neueren Teil 105 Grabsteine.“ – also insgesamt 316; „211 Grabsteine im alten, 316 im neuen Teil“ – also insgesamt 527.

## Geschichte
Der Friedhof wurde bereits im 16. Jahrhundert belegt. Als Verbandsfriedhof war er Begräbnisplatz für Juden in einer weiten Umgebung: Albersweiler, Waldhambach, Eschbach, Bergzabern, Pleisweiler, Gleishorbach, Arzheim, Billigheim, Rohrbach, Göcklingen, Klingenmünster und Ingenheim. Die jüdischen Gemeinden bzw. jüdischen Familien in diesen Orten zahlten zwischen 1606 und 1684 Abgaben nach Annweiler zur Unterhaltung und für die Nutzung des Friedhofes. Der älteste jüdische Grabstein ist auf das Jahr 1607 datiert und wurde einer Frau gewidmet.
Nachdem um 1650 ein neuer Friedhof in Ingenheim angelegt worden war, setzte ein Teil dieser Orte seine Verstorbenen dort bei. Der Friedhof in Annweiler wurde dann vor allem von der Gemeinde in Albersweiler belegt.
Der Friedhof wurde im Laufe der Jahrhunderte mehrfach erweitert. Der neuere Teil wurde im Jahr 1875 angelegt. Im Jahr 1937 fand die letzte Beisetzung statt. 2008 wurde das Areal mit den darauf befindlichen Grabmälern und seiner Umfriedung durch die Kreisverwaltung Südliche Weinstraße – Untere Denkmalschutzbehörde „wegen seines Alters und der Fülle bemerkenswerter Epitaphien“, die ihn „zu einem der bedeutendsten in der Region“ machen, unter Denkmalschutz gestellt.

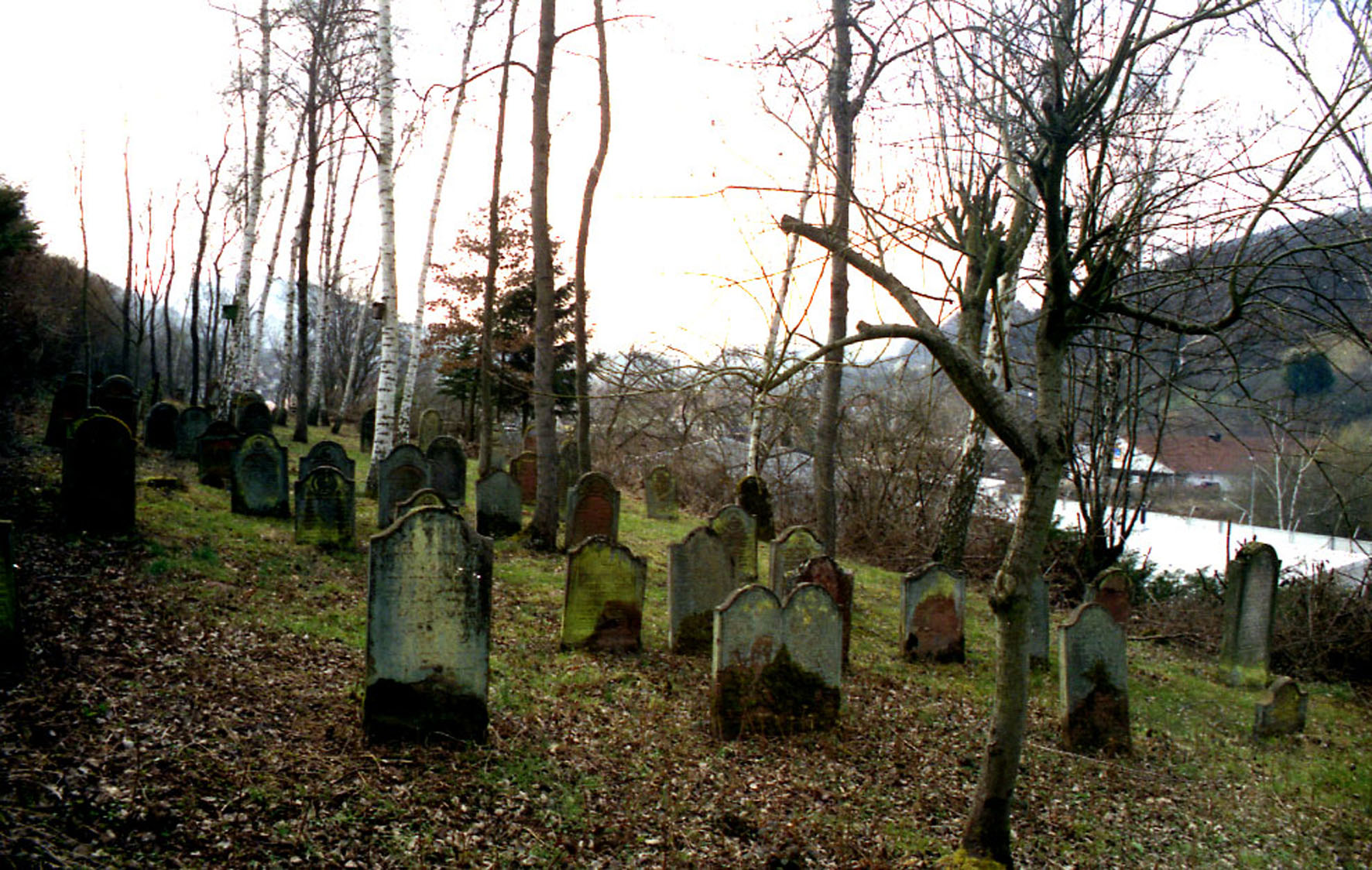
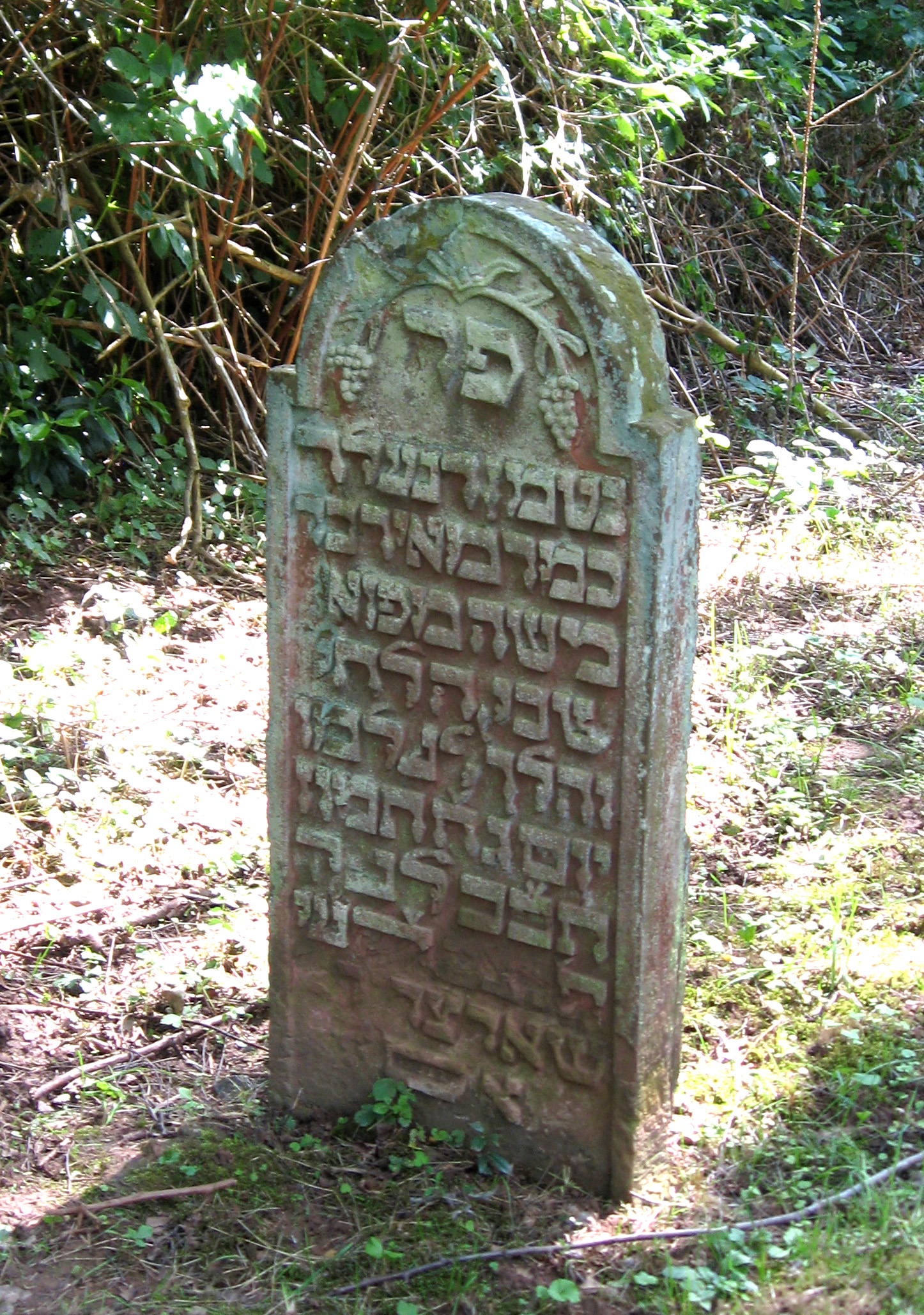
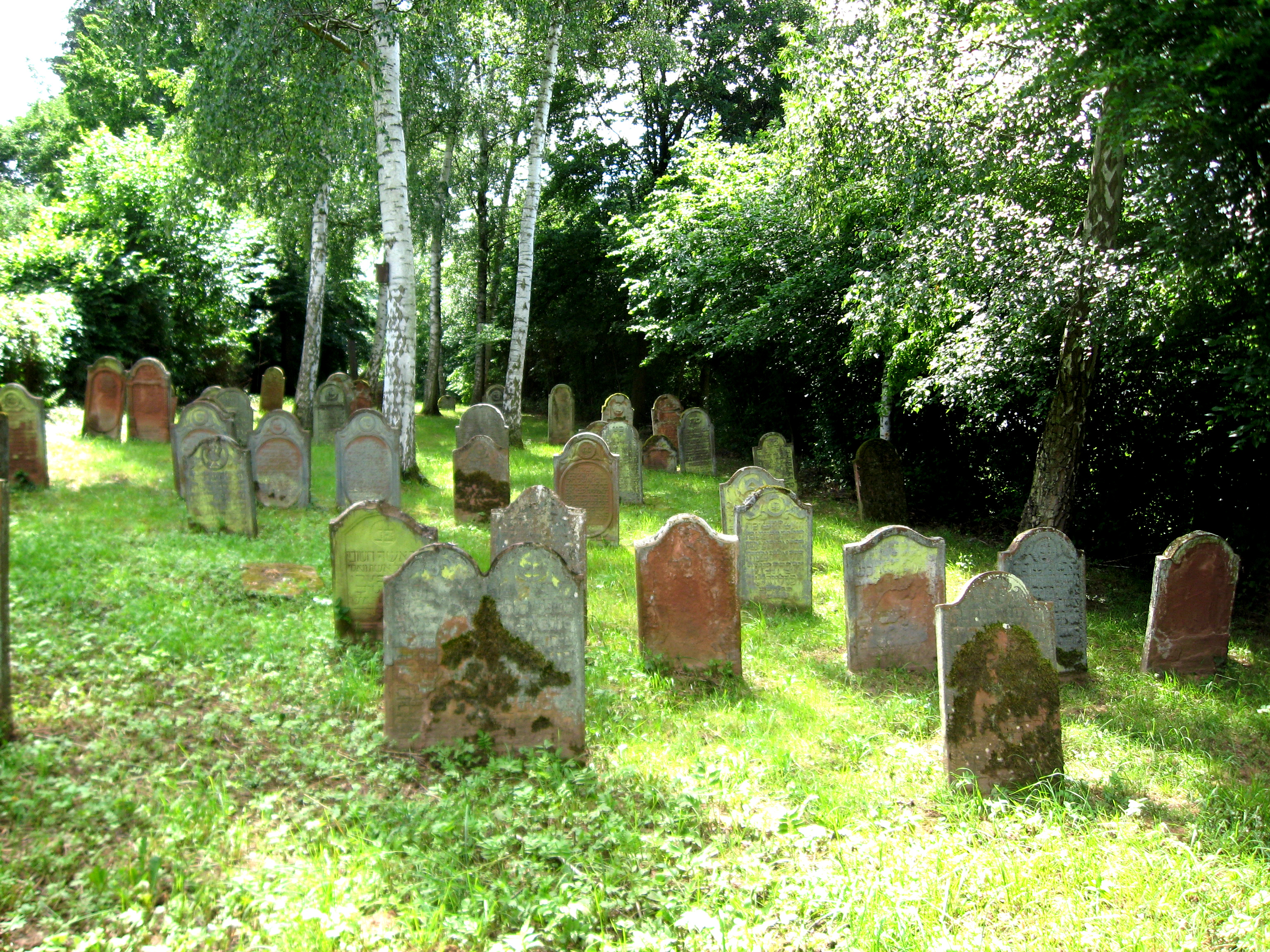
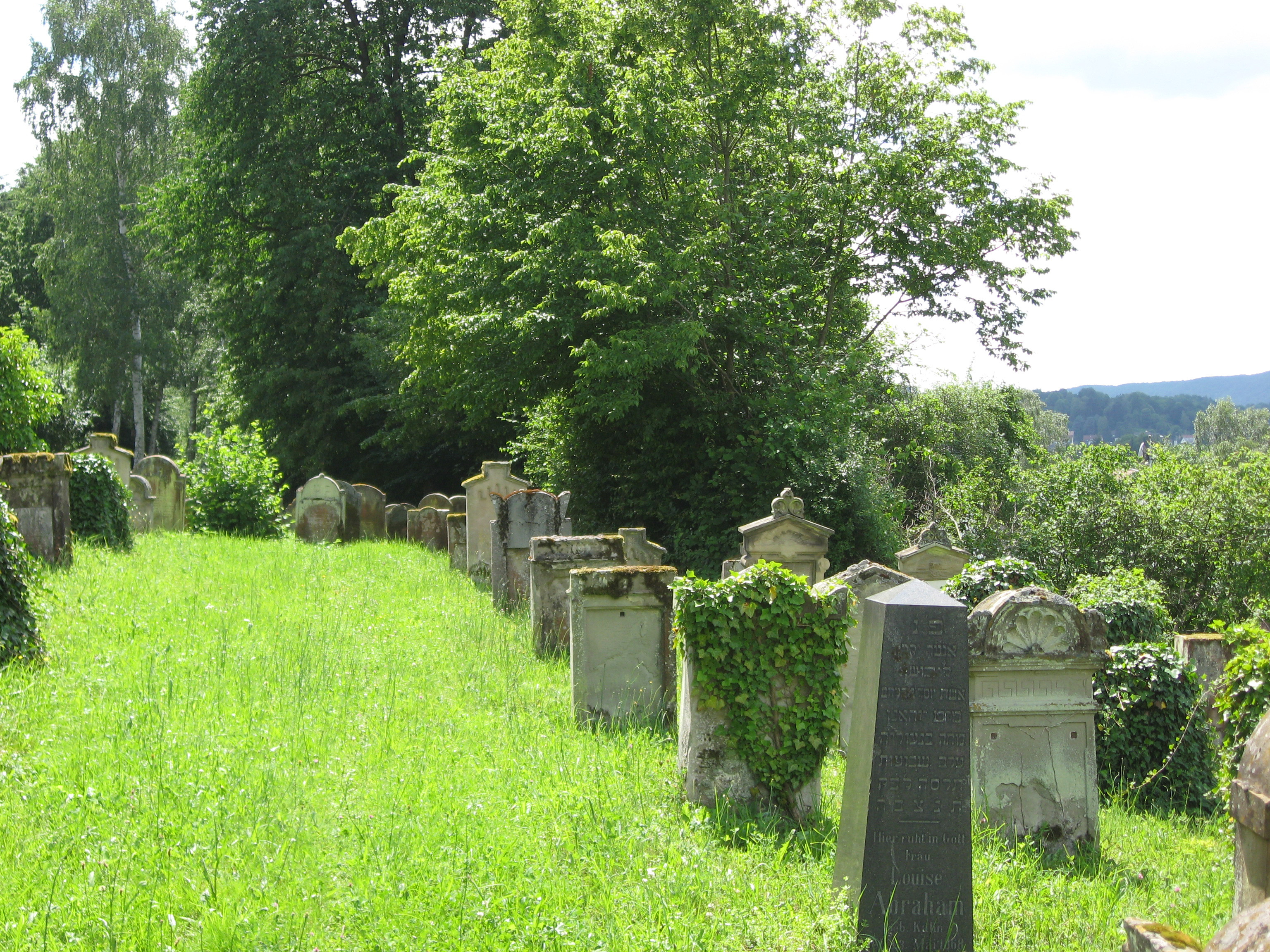